# Gianpaolo Grisandi
Gianpaolo Grisandi (ur. 4 grudnia 1964 w Rawennie, zm. 29 stycznia 2025) – włoski kolarz torowy, złoty medalista mistrzostw świata.

## Kariera
Największy sukces w karierze Gianpaolo Grisandi osiągnął w 1985 roku, kiedy wspólnie z Roberto Amadio i Massimo Brunellim i Silvio Martinello wywalczył złoty medal w drużynowym wyścigu na dochodzenie. Na rozgrywanych trzy lata później igrzyskach olimpijskich w Seulu w tej samej konkurencji Włosi z Grisandim w składzie zajęli szóstą pozycję. Ponadto Grisandi czterokrotnie zdobywał złoty medal na torowych mistrzostwach Włoch: w 1985 roku był w drużynowym wyścigu na dochodzenie, a w latach 1983, 1986 i 1990 zwyciężał indywidualnie.